# Безброй приключения
„Безброй приключения“ (на английски: Endless Quest) са три поредици книги. Първите две са пуснати през 80-те и 90-те години на XX век от Ти Си Ар (TSR), докато третата поредица е дело на „Уизърдс ъф дъ Коуст“ (Wizards of the Coast). Първоначално тези книги са резултат от образователния департамент в Ти Си Ар с желанието да развие програми за четене, математика, история и разрешаване на проблеми.
Първата серия от 36 книги са пуснати между 1982 и 1987 година, втората серия е от 13 книги – между 1994 и 1996 година. Това са респективно първите и последните книги-игри от Ти Си Ар. Кратка серия с разклон от 4 книги е пусната като Endless Quest: Crimson Crystal Adventures books през 1985 година. Други подобни серии обаче не носят името на „Безброй приключения“. Множество от игрите се основават на системата за ролеви игри Dungeons & Dragons (D&D), но други се основават на други игри от Ти Си Ар или лицензирани такива.
В България няколко книги от поредицата са публикувани от „Аполо Прес“ между 1994 и 1995 година. Това са „Ноктите на дракона“ от Брус Алгозин, „Тъмницата на ужаса“, „Огледалната планина“, „Замъкът на Пентегарн“, „Завръщане в Брукмиър“ и „Бунтът на джуджетата“ от Роуз Естес.